# Puebla (geslacht)
Puebla is een geslacht van vlinders van de familie spanners (Geometridae), uit de onderfamilie Ennominae.

## Soorten
- P. aztecaria Schaus, 1897
- P. parva Rindge, 1972